# Krumpirova zlatica
Krumpirova zlatica (latinski: Leptinotarsa decemlineata) je kukac kornjaš iz porodice zlatica.

## Podrijetlo
Ova vrsta potječe s područja oko rijeke Colorado koja teče u SAD-u i Meksiku. S tog se područja raširila po Europi. Njena prisutnost u Hrvatskoj otkrivena je 1947. ili 1948. U Hrvatskoj se raširila po svim područjima gdje se uzgaja krumpir izuzev pokojih otoka.

## Opis
Duljina ličinke (larve) iznosi do 15 mm. Ličinke su ružičaste boje. Njihova glava je crna te imaju crne točke na bokovima. Duljina odrasle jedinke iznosi oko 10 mm. Smeđežute je boje. Posjeduje 10 crnih pruga na žutom pokrilju.
Krumpirove zlatice zimu provede u zemlji. Godišnje daju dvije generacije, od kojih se prva javlja tijekom proljeća, a druga ljeti.
Ličinke i odrasle jedinke poglavito se hrane lišćem krumpira i patlidžana.